# RW Tauri
RW Tauri eller HD 25487, är en dubbelstjärna belägen i den norra delen av stjärnbilden Oxen. Den har en högsta skenbar magnitud av ca 8 och kräver en kraftig handkikare eller ett mindre teleskop för att kunna observeras. Baserat på parallax enligt Gaia Data Release 3 på ca 3,47 mas, beräknas den befinna sig på ett avstånd på ca 940 ljusår (288 parsek) från solen. Den rör sig närmare solen med en heliocentrisk radialhastighet på ca -20 km/s.

## Observation
RW Tauri rapporterades 1913 som en förmörkande dubbelstjärna av H. Shapley, som fann en period på 2,769 dygn och en magnitudförändring på 3,42 under primärstjärnans förmörkelse. En ljuskurva av förmörkelsen genererades av H. N. Russell et al. 1917. Mätningar av L. Binnendijk 1941 antydde att systemet bestod av en het komponent av spektralklass A0 i omloppsbana med en svalare, större stjärna av spektralklass K0. Han härledde en banlutning på 86,95 ± 0,15° till siktlinjen från jorden, och visade att tiderna för förmörkelsens minimum verkade variera cykliskt. Hastighetsmätningar gjorde det möjligt för W. A. Hiltner och R. H. Hardie att publicera omloppselement för systemet 1949. Långsiktiga observationer av systemet visade att periodvariation inte är periodisk utan sker med abrupta förändringar, vilket utesluter en tredje kropp i systemet.
År 1934 fann A. B. Wyse varierande emissionslinjer i spektrumet. A. H. Joy upptäckte 1947 att dessa är parade linjer med dopplerväxlingar på 350 km/s. Linjerna kommer från en ring runt den mindre, hetare komponenten i systemet. Både stjärnan och ringen är helt ockulterade under en förmörkelse. Variationen av emissionslinjerna bekräftades, vilket tyder på en ojämn fördelning av materia. Skivan är resultatet av Roche-lobspill från den större komponenten. Den är inte mer än 1,5 gånger radien av den varmare stjärnan och roterar långsammare än omloppshastigheten, vilket leder till ett infall av gas.
År 1947 upptäcktes en svag, magnitud 12,5 följeslagare av A. H. Joy vid en vinkelseparation på ca 1 bågsekund från paret, och detta bekräftades av andra observatörer. En studie från 1993 misslyckades med att upptäcka objektet, men Gaia registrerar en stjärna av magnitud 12,5 strax under 2 bågsekunder från RW Tauri.

## Egenskaper
Primärstjärnan RW Tauri A är en blå till vit stjärna i huvudserien av spektralklass B8 Ve. Den har en massa som är lika med ca 2,4 solmassor, en radie som är ca 2,3 solradier och utsänder energi från dess fotosfär motsvarande ca 83 gånger solen vid en effektiv temperatur av ca 11 600 K.
Följeslagaren RW Tauri B är en orange till gul underjättestjärna, som har en massa som är lika med ca 0,55 solmassa, en radie som är ca 3,00 solradie och utsänder energi från dess fotosfär motsvarande ca 2,8 gånger solen vid en effektiv temperatur av ca 4 300 K.

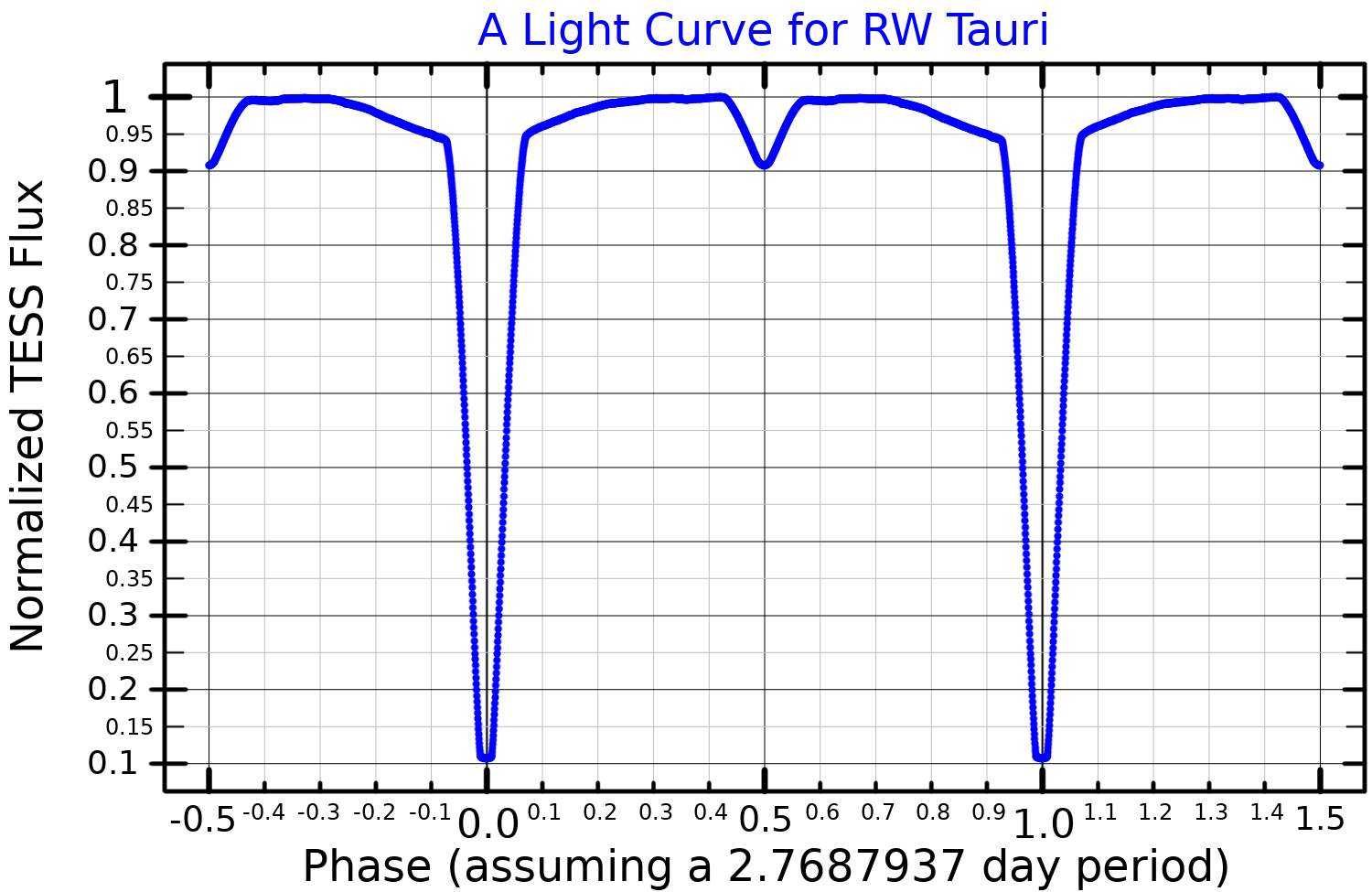
Ljuskurva i gröna bandet för RW Tauri, plottad från TESS-data.

RW Tauri är en semi-detached binär med en omloppsperiod på 2,7688439 dygn år 2020, och en excentricitet på 0,3. Under primärstjärnans förmörkelse minskar systemets visuella magnitud med 3,61 (som  minst är den bara 4 procent så ljus som vid maximum) medan följeslagarens förmörkelse minskar magnituden med 0,11. Primärstjärnans förmörkelse är den djupaste kända bland förmörkande dubbelstjärnor.